# Huyền thoại Mai Diễm Phương
Huyền thoại Mai Diễm Phương (tiếng Trung: 梅艷芳, tiếng Anh: Anita, Hán-Việt: Mai Diễm Phương) là một bộ phim điện ảnh công chiếu năm 2021 thuộc thể loại tiểu sử - chính kịch - nhạc kịch của điện ảnh Hồng Kông - Trung Quốc. Lấy cảm hứng từ cuộc đời và sự nghiệp của nữ danh ca kiêm diễn viên vang danh một thời Mai Diễm Phương, bộ phim do Lương Lạc Dân viết kịch bản kiêm đạo diễn, với sự tham gia diễn xuất của Vương Đan Ni trong vai nhân vật chính cùng tên trong bộ phim đầu tay của cô. Bộ phim còn có sự tham gia của các diễn viên khác gồm Lưu Tuấn Khiêm, Liêu Tử Dư, Lâm Gia Đống, Dương Thiên Hoa và Cổ Thiên Lạc. 
Bộ phim có buổi công chiếu tại Hồng Kông và Trung Quốc từ ngày 12 tháng 11 năm 2021 và đồng thời còn công chiếu song song tại các nước châu Á từ tháng 12 cùng năm. Sau khi ra mắt, bộ phim nhìn chung nhận về những lời đánh giá tích cực từ các nhà phê bình phim và khán giả, một số nhà phê bình cho rằng bộ phim đã tái hiện lại thành công về cuộc đời của nữ danh ca quá cố, cũng như những chi tiết xung quanh bộ phim. Bộ phim cũng là một thành công về doanh thu khi thu được 62.85 triệu HK$ so với kinh phí sản xuất là 10.7 HK$. Bộ phim được đề cử 12 hạng mục tại giải thưởng điện ảnh Hồng Kông lần thứ 40, trong đó có hạng mục Nữ diễn viên chính xuất sắc nhất, Đạo diễn xuất sắc nhất và Phim truyện hay nhất.
Ngoài ra bộ phim còn cho ra mắt bản cắt chính thức dưới dạng phim truyền hình dài 5 tập, được trình chiếu trên kênh Star của Disney+ từ ngày 2 tháng 2 năm 2022.